# Zebra Media Access Control
Zebra Media Access Control (Z-MAC, engl. „Zebra-Medienzugriffskontrolle“) ist ein Netzwerkprotokoll für Sensornetze. Es steuert als Media Access Control (MAC) den Zugang zum gemeinsamen Kommunikationsmedium des Netzes.
Netzwerkprotokolle legen bis ins kleinste Detail fest, wie die Computer eines Rechnernetzes untereinander Daten austauschen. Sensornetze bestehen aus winzigen, drahtlos kommunizierenden Sensorknoten, die in großer Zahl in einem Gebiet ausgebracht werden, sich selbständig vernetzen und ihre Umgebung in Gruppenarbeit solange mit Sensoren überwachen, bis ihre Energiereserven erschöpft sind. Sie bilden damit eine Sonderform des mobilen Ad-hoc-Netzes und stellen gänzlich andere Anforderungen an ein Netzprotokoll als beispielsweise das Internet.
Z-MAC wurde 2005 von Injong Rhee, Ajit Warrier, Mahesh Aia und Jeongki Min von der North Carolina State University vorgestellt. Das Protokoll steht namentlich wie inhaltlich in der Tradition der Protokolle S-MAC, T-MAC, DSMAC, WiseMac, μ-MAC und M-MAC. Die Herkunft des Namens ist ungeklärt; eine inhaltliche oder metaphorische Verbindung zum Zebra scheint nicht gegeben, möglicherweise wurde Zebra nur als Aussprache des Buchstaben Z nach der englischen Buchstabiertafel gewählt.

## Protokollaufbau
Z-MAC kombiniert die beiden Ansätze Carrier Sense Multiple Access (CSMA) und Time Division Multiple Access (TDMA) so, dass sich das Netz bei geringer Datenlast wie bei CSMA und bei hohem Netzverkehr wie bei TDMA verhält.
Das Protokoll beginnt mit einer Einrichtungsphase, in der nacheinander die folgenden vier Schritte ausgeführt werden: Aufbau der Netztopologie, Verteilung der Zeitschlitze, Austausch örtlicher Zeitrahmen und netzweite Synchronisation. Diese Initialisierung verursacht eine hohe Netzbelastung, die aus Sicht der Entwickler durch lange Betriebsdauer und effiziente Datenübertragung wieder wettgemacht wird.

### Aufbau der Netztopologie
Nach der Aktivierung sendet jeder Sensorknoten 30 Sekunden lang jede Sekunde ein Ping aus. Pings sind in der Netzwerktechnik kurze Nachrichten, die vom Sender zum Empfänger und sofort wieder zurückgeschickt werden. Für gewöhnlich werden mit ihnen Verbindung und Leitungsqualität überprüft. Bei Z-MAC enthält das Ping neben Angaben zum aussendenden Knoten selbst alle Informationen, die der Knoten bisher über seine direkten Nachbarn gesammelt hat. Durch die Pings seiner Umgebung erfährt ein Sensorknoten, welche Knoten er direkt (Ein-Hop-Nachbarschaft) und welche er indirekt mit einer Zwischenstation (Zwei-Hop-Nachbarschaft) kontaktieren kann.

### Verteilung der Zeitschlitze
Die Nachbarschaftslisten werden in einen Algorithmus zur Zuteilung der Zeitschlitz gemäß TDMA gegeben. Die Entwickler verwendeten den verteilten Algorithmus DRAND. Dieser Algorithmus stellt sicher, dass keine zwei indirekten Nachbarn denselben Zeitschlitz erhalten.